# Pierpoljak
 (septembre 2022).
Pierpoljak, né Pierre-Matthieu Vilmet le 7 septembre 1964 à Paris, est un chanteur français de reggae.

## Biographie

### Les débuts
Pierre-Mathieu Vilmet naît à Paris le 7 septembre 1964 et grandit en banlieue parisienne (à Savigny-sur-Orge dans l'Essonne puis à Colombes dans les Hauts-de-Seine).
En 1977, âgé de 13 ans, il commence dans la musique en tant que bassiste au sein d’un groupe punk, Samu 92, et fait partie de la première bande de skins de France, les skinheads de la Bande des Halles où on le surnomme Pierrot le Fou,.
En 1979, à 15 ans, il s’installe à Londres, berceau de la culture punk. Il loge dans un squat à Stockwell, connu pour accueillir une forte communauté jamaïcaine. Il découvre alors le reggae et des groupes comme Super Cat, Dennis Brown, Toots and the Maytals, Desmond Dekker ou encore Prince Buster. 
Il est condamné en 1981 à trois mois de prison en Angleterre pour vol à l'étalage. 
De retour à Paris, il est engagé comme ouvrier sur une chaîne d'assemblage dans une usine Peugeot. En 1982, il est incarcéré six mois à Fleury-Mérogis pour braquage. 
À sa sortie de prison, il se fait engager en tant qu’équipier à bord d'un cargo en partance pour les Caraïbes. Après un séjour à la Dominique, il s’installe à la Martinique où il fait la rencontre de sa future femme, Annie, qui deviendra la mère de ses trois premiers enfants. 
Il séjourne de nouveau en prison pour avoir fait passer des marchandises illégalement de la Dominique vers la Martinique (agrumes, etc.).
C’est en 1988, de retour en métropole, qu’il intègre le Blues Party Sound System avec d’autres artistes (Saï Saï, Tonton David, Daddy Mory, etc.) Avec lequel il se produira sur de nombreuses scènes sous les pseudos de Peter Braada puis Peter Pan. 
L'année suivante, en 1989, deux de ses titres, Pani Danger et Little Man, se retrouvent sur la compilation Reggae "Earthquake", au côté Tonton David et des Saï Saï. 
En 1995, alors âgé de 31 ans, il s'installe dans la Nièvre, à Clamecy, avec sa femme et ses trois enfants.
C'est à ce moment qu'il prend le pseudonyme de Pierpoljak et commence l’écriture de son premier album solo, qu’il enregistre chez lui avec ses musiciens. 
Il démarche le label Barclay pour la distribution de son album intitulé Pierpoljak avec ses singles Le Nouveau Blaze, Le Mec bien et La Music.
Il est alors approché par Clive Hunt, producteur de reggae en Jamaïque (Peter Tosh, Les Wailers, Jimmy Cliff, The Congos, Pablo Moses, etc.) afin de ré enregistrer l'album ave des musiciens Jamaiquains.
Ce dernier l’emmène avec lui en Jamaïque ou il fait la connaissance du batteur Leroy Horsemouth Wallace (batteur de Desmond Dekker, Burning Spears ou Max Romeo, et protagoniste du film Rockers), le guitariste Earl Smith (bras droit de Bob Marley), le bassiste Erol Flabba Holt et le saxophoniste Dean Fraser, Sly Dumbar et Robbie Shakespear.
Ensemble, ils réenregistrent et réarrangent le premier album de Pierpoljak dans les studios Tuff Gong de Bob Marley à Kingston et le renomme Jamaïcan Rides. En plus des titres du premier album réarrangés, on y retrouve des duos avec les chanteurs jamaïcains Doniki, Kulcha Knox, Rappa Roberts, Lucani et Junior Palma.  Ce dernier sera réédité six mois plus tard sous la forme d’un double album intitulé Tracks and Dubplates et qui réunit son premier album, réintitulé À la campagne, et le second réintitulé En Jamaïque.

### Succès
En 1997, Pierpoljak retourne au studios Tuff Gong en Jamaïque pour y enregistrer son troisième opus, Kingston Karma. 
Plus de 550 000 exemplaires et 1 500 000 singles avec Je sais pas jouer et Pierpoljak seront vendus et Kingston Karma sera certifié disque de Platine. 
Pierpoljak effectue une tournée de quelque trois cents dates dans tous les Zénith de France ainsi qu'un peu partout en Europe et aux Caraïbes. 
Il devient l'invité régulier de tous les talk-shows et autres émissions de divertissement de la télévision. Néanmoins, l'artiste comprend vite qu'il est surtout invité pour jouer le rôle du gentil garçon un peu déphasé, résolument « cool » et amateur de certaines substances. Il se lasse assez rapidement de cette image et de ces invitations à répétition, d'autant que la question de son passé skinhead devient de plus en plus récurrente : en 2002, le rappeur MC Jean Gab'1 lui en fait le reproche dans sa chanson brûlot J't'emmerde, surfant sur le succès de Pierpoljak et de rappeurs comme Booba ou Kery James. 
À ces accusations, Pierpoljak répondra avec le titre Poisson pas né. Dans lequel il explique que lui et Mc Jean Gab'1 (membre du gang des requins vicieux) ne se sont jamais croisés en raison de leur différence d'âge.
En 1998, il co-produit avec son batteur Leroy Horsemouth Wallace le double album +2coeur=soleil sur lequel il invite entre autres les chanteurs Daddy Yod, Taïro, Daddy Mory, Flamengo, Supa John, Faada Fredy et Mathieu Ruben.
Deux ans plus tard, en 2000, sort son quatrième album solo, Je fais c'que j'veux. Troisième album enregistré dans les studios Tuff Gong et qui rencontrera un succès similaire à son précédent album solo. En effet, pas moins de 400 000 exemplaires de l'album seront vendus et les singles Dépareillé et Maman s’écouleront à environ un million d'unités. Je fais c'que j'veux sera certifié double disque D'or et Pierpoljak remportera les Victoires de la musique de 2001 dans la catégorie Album rap, reggae ou groove. 
Parallèlement à la sortie de Je fais c'que j'veux, il enregistre un album entièrement en anglais intitulé Tuff Gong Blues. Sur cet album, on retrouve des duos avec Horace Andy, Anthony B, Junior Kelly et Lisa Danja. Ce disque ne sera jamais mixé ni commercialisé en raison d'un désaccord avec sa maison de disque, Barclay. Il sera en revanche édité à petite échelle et sera distribué lors des concerts du chanteur en 2006 et 2007.
Au cours d'une séance d'enregistrement, il fait la rencontre du toaster U Roy qui enregistre dans le même studio son nouvel album Serious Matter. Ce dernier l'invite à venir chanter sur son album sur le titre Attention, également accompagnés du groupe Third World.

### Problèmes de santé et boycott des médias
En 2001, alors en tournée pour son album Je fais c'que j'veux, des incidents relatifs à la violence du chanteur et de ses musiciens sont relatés.
Il tombe malade dans le courant de l'année 2001 et fait un premier pneumothorax. Après un séjour à l'hôpital et une première opération, il part en Nouvelle-Calédonie pour un festival. Lors du voyage de retour, dans l'avion, il fait un nouveau pneumothorax. Il effectuera au total quatre séjours à l’hôpital et subira deux lourdes opérations.
Suite à ses problèmes de santé, Pierpoljak se voit contraint d'annuler la suite de sa tournée, toutes ses dates de concerts (plus de deux cents dates) et la promotion de son album (émissions de télévisions). Il devient persona non grata aux yeux d'une grande partie des acteurs du monde du spectacle. 
Il décide alors d’arrêter la musique et de partir à bord de son voilier vers les îles Canaries et le Cap-Vert, puis traverse l'océan Atlantique en direction de la Martinique avant de s’exiler en Jamaïque. Ce voyage dure presque trois ans.

### Le renouveau
En 2003, il décide de reprendre sa carrière là où il l'avait laissée. 
Installé en Jamaïque, on le retrouve sur de nombreuses compilations (VIP 2 pour le titre Hot & Sexy, Clean Vibes Riddim pour les titres Rough for a poorman et Âme et conscience).
Il commence alors l'écriture et l'enregistrement de son cinquième album solo, Stim turban, qui sort durant l'été 2003. Cet album, réalisé et auto-produit à Tuff Gong va lui permettre de reprendre le chemin de la scène avec plusieurs tournées en France et en Europe. 
Les singles Allez Les filles et Un monde fabuleux sont tirés de cet album. 

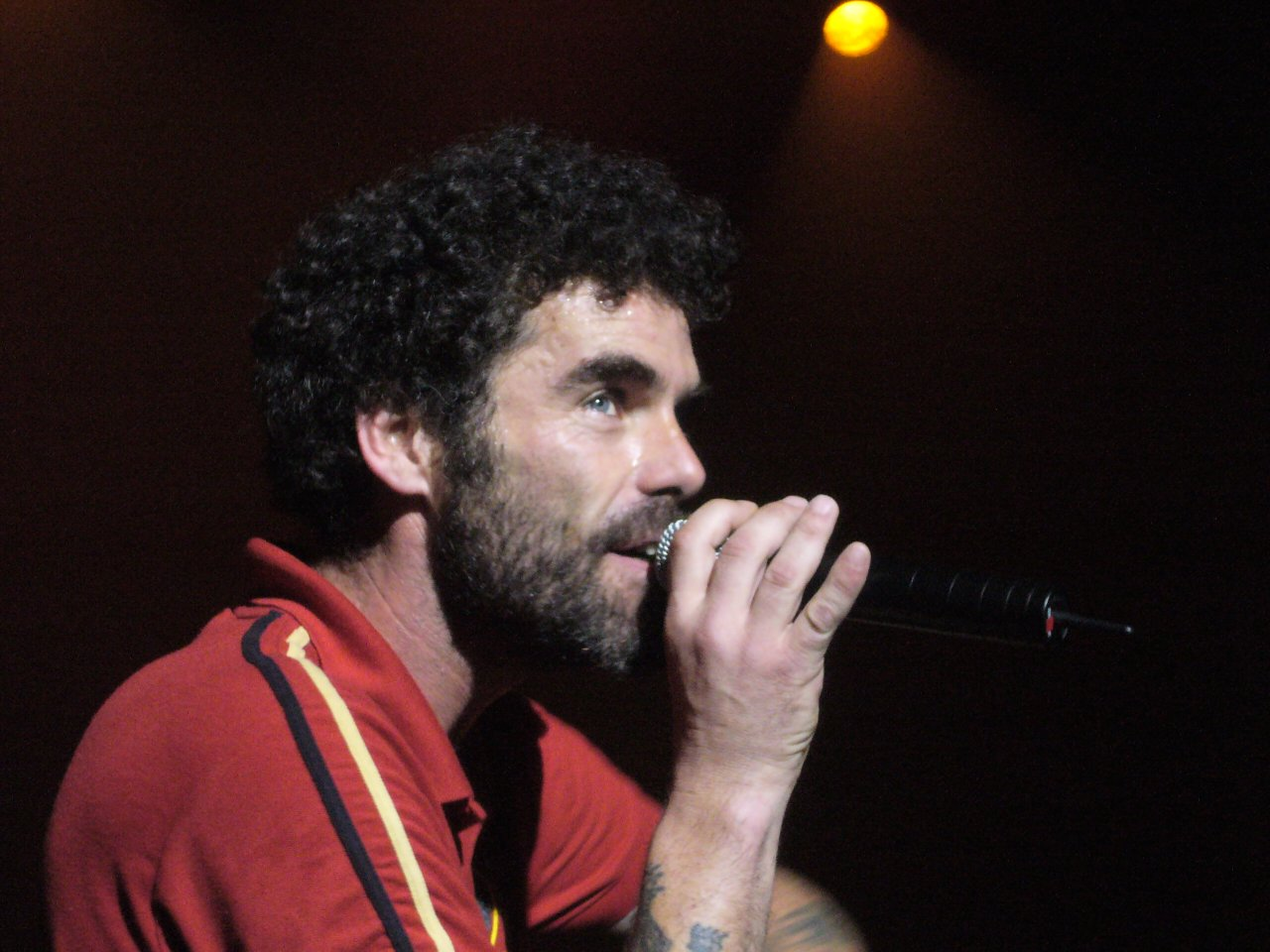
Pierpoljak en concert à Aulnay-sous-Bois le 8 novembre 2006.

En mars 2006, de retour en France et installé à La Rochelle, il sort son sixième album solo intitulé Je blesserai personne, enregistré entre les studios de la Seine à Paris et les studios Tuff Gong à Kingston et sur lequel on retrouve des duos avec le jamaïcain Elephant Man ainsi que Tiken Jah Fakoly. Les singles Je blesserai personne, Scandal Bag et SiSi en sont extraits.
En 2007, Pierpoljak participe au projet Il est cinq heures, Kingston s'éveille, compilation de tubes français revus en version reggae. Il y reprend le titre J'ai encore rêvé d'elle du groupe Il était une fois.
Cette même année, on le retrouve sur l'album du chanteur japonais Tomuya pour une reprise du classique Nuages de Django Reinhardt. 
Quelques mois plus tard, il auto-produit une mixtape intitulée Cheper qu'il distribuera lors de ses concerts.
En 2010, devenu père de ses quatrième et cinquième enfants, il sort son septième album solo, Légendaire Sérénade, enregistré au studio de la Seine. Il se produit alors avec son nouveau backing band, le Homegrown Band, dans de nombreuses salles de concert dont la salle parisienne de La Cigale.
En mars 2011, à la suite du terrible tsunami qui dévastera une partie de l’archipel du Japon, on le retrouve sur le morceau We Will Rise Again en compagnie des artistes Morgan Heritage, Luciano, Tarrus Riley, Dean Fraser, Marcia Griffiths, Third World, Konshens, Busy Signal, produit par Clive Hunt et dont les fonds seront reversés à des associations d'aide aux victimes de la catastrophe. 
Cette même année 2011, on le retrouve sur l'album du groupe Rastamytho sur le titre Des notes.
Il est également de retour sur le projet Il est 5h02… faisant suite à Il est 5h Kingston s'eveille pour une reprise version reggae du titre Mon fils ma bataille de Daniel Balavoine.
Il fera une apparition remarqué sur la scène Saint-Jean-d'Acre des Francofolies de La Rochelle au côté de son ami le chanteur Tiken Jah Fakoly et sera la tête d'affiche d'un concert dans les jardins du Trocadéro à Paris. Concert lors duquel les Ogres de Barback et La Rue Ketanou assureront sa première partie.
En septembre 2011, afin de marquer la fin de ses quinze ans de contrat, Universal et Blue Bird Production (jeune label monté autour du chanteur) produiront un album Best of du chanteur.
En 2015, Pierpoljak signe avec une nouvelle maison de disques, Wagram Music, et monte son propre label Garvey Drive Record.
Cette mème année, il sort son huitième album solo, intitulé Général Indigo.
En sont extrait les singles Une épée suspendue, Légalisé et Rub a Dub music
Entre 2015 et 2017, Pierpoljak participe à de nombreux festivals en metropole et en Outre-Mer  (Reggae Sun Ska, le No Logo BZH, Reggae Don Sa...)
Il sort en 2017 un neuvième album solo, intitulé Chapeau de paille, dont sont extraits les singles Rocksteady, Ennemi public et Le Mana.
Suite à une incarcération d'un an à la prison de Chauconin il est contraint d'annuler sa tournée.
Son dixième album intitulé La roue tourne Igo sort en août 2020. Le titre de l'album est tiré d'une phrase écrite sur la porte de sa cellule. On y retrouve des duos avec les chanteurs Daddy Mory et Sir Samuel (Saïan Supa Crew).
Les singles Clarks aux pieds en duo avec Daddy Mory et Triomphe de l'amour, dont les clips ont été tournés en Jamaïque, en sont extraits.
En 2023 il sort un Maxi 4 titre, intitulé "Le Style", produit uniquement au format vinyl et distribué via les reseaux specialisés.
On le retrouve egalement sur l'album du chanteur de Reggae Max Livio pour le titre "Appelez moi l'patron" ainsi que sur l'albumdu groupe Bingy Faith sur le titre "Joue un petit Reggae"
En 2024 il est present sur l'album du Chateur Blako, ex membre du groupe de Rap SNIPER pour le titre "Ingérables".
Il publi egalement sur sa chaine youtube un single, intitulé En Tenue Camouflé, enregistré au studio Mixing Lab, en Jamaique, en compagnie du producteur Clive Hunt.
Ce single est premier extrait de son nouvel album en preparation, intitulé "Skabadeng" prevu pour octobre 2025.

## Discographie

### Singles
- La music  (1995)
- Le nouveaux blaze (1995)
- Le mec bien (1995)
- La music (hunt version) (1996)
- Je sais pas jouer (1997)
- Pierpoljak (1998)
- A l'intérieur (1998)
- Dépareillé (2001)
- Maman (2001)
- Allez les filles (feat K-Queens)(2003)
- Un monde fabuleux (2003)
- Situation difficile (2003)
- Je blesserai personne (2006)
- Scandal bag (feat Elephant Man) (2006)
- Sisi (feat Tiken Jah Fakoly) (2006)
- J'me comprends tout seul (2010)
- Une épée suspendue (2015)
- Légalisé (2015)
- Rub a Dub style (2015)
- Rocksteady (2017)
- Ennemi Public (2017)
- Le Mana (2017)
- Clarcks aux pieds (feat Daddy Mory) (2020)
- Le triomphe de l'amour (2020)

### Participations
- 2001 : Ma chanson d'enfance - Reprise de l'Eau vive de Guy Béart